# Куцокрил
Куцокри́л (Bradypterus) — рід горобцеподібних птахів родини кобилочкових (Locustellidae). Представники цього роду мешкають в Африці на південь від Сахари.

## Види
Виділяють дванадцять видів:
- Куцокрил капський (Bradypterus sylvaticus)
- Куцокрил рудобокий (Bradypterus bangwaensis)
- Куцокрил чагарниковий (Bradypterus barratti)
- Куцокрил східний (Bradypterus lopezi)
- Куцокрил брунатний (Bradypterus cinnamomeus)
- Багник (Bradypterus seebohmi)
- Емухвіст (Bradypterus brunneus)
- Куцокрил гострохвостий (Bradypterus grandis)
- Куцокрил болотяний (Bradypterus baboecala)
- Куцокрил угандійський (Bradypterus carpalis)
- Куцокрил прудкий (Bradypterus graueri)
- Bradypterus centralis[10]

## Етимологія
Наукова назва роду Bradypterus походить від сполучення слів дав.-гр. βραδυς — повільний і πτερος — крила.